# Hồng Châu (xã)
Hồng Châu là một xã thuộc huyện Yên Lạc, tỉnh Vĩnh Phúc, Việt Nam.
Xã Hồng Châu có diện tích 5,18 km², dân số năm 1999 là 7.655 người, mật độ dân số đạt 1.478 người/km².